# Žaneta
Žaneta je ženské křestní jméno. Podle českého kalendáře má svátek 27. prosince.
Je to počeštělá francouzská podoba jména Jeannette. Jméno je původem hebrejské jméno Jana, které znamená Bůh je milostivý.

## Statistické údaje
Následující tabulka uvádí četnost jména v ČR a pořadí mezi ženskými jmény ve srovnání dvou roků, pro které jsou dostupné údaje MV ČR – lze z ní tedy vysledovat trend v užívání tohoto jména:
| Rok  | Četnost | Pořadí |
| 1999 | 7889    | 93.    |
| 2002 | 8050    | 93.    |
| 2013 | 9008    |        |

Změna procentního zastoupení tohoto jména mezi žijícími ženami v ČR (tj. procentní změna se započítáním celkového úbytku žen v ČR za sledované tři roky) je +3,0%, což svědčí o poměrně značném nárůstu obliby tohoto jména.

## Známé nositelky jména
- Jeannette Armstrong – kanadská spisovatelka
- Jeanette Biedermannová – německá herečka a zpěvačka
- Žaneta Fuchsová – česká dětská herečka
- Jeanette Miller - postava ze série Alvin a Chipmunkové
- Jeannette Sousa – americká herečka
- Jeannette Walls – americká novinářka a spisovatelka
- Jeannette Roach – americká herečka
- Jeannette M. Fuller – americká kostýmní výtvarnice
- Jeanette Winterson – britská autorka
- Žaneta Procházková – česká spisovatelka
- Žaneta Pilařová – česká reportérka